# 小沼敏郎
小沼 敏郎（こぬま としろう、1988年 - ）は、日本の実業家、作家、マルチクリエイター、ビジネスプロデューサー、テクノロジーストラテジスト。
グローバル企業から、ベンチャー企業、大学、官公庁、法律事務所まで多岐にわたる分野でトータルプロデュース、ブランド構築、クリエイティブ・ディレクション、経営マネジメント、戦略アドバイザリーなどを手掛ける。絵本や作詞も手掛けるマルチクリエイターとして幅広い領域でクリエイティブを手掛ける一方、ビジネスサイドでも活動を展開。

## 経歴
- Konuma & Co., Ltd. CEO
- HIS Co., Ltd. Executive Producer, 戦略顧問
- POLA R&M 特別顧問
- TOKYO MIDTOWN HIBIYA BASEQ Business Developer
- EY Japan Well-being Initiative Adviser , Creative Director
- 株式会社電通　新規事業創出　Mentor
- 三井不動産株式会社 新規事業提案制度Mag!c　Advisor
- ソニーミュージックグループ アクセラレーションプログラム「ENTX」 Mentor
- WIRED / WIRED REAL WORLD　Marketing Advisor
- 株式会社スコラ・コンサルト　Partner
- honto+ ブックキュレーター[3]

## 作品
作家として、子供向けの絵本『おにぎりはどこからきた？』を出版。
マルチクリエイターとして、株式会社エイチ・アイ・エスのコーポレイトロゴデザインとコピーライティングも手掛けた。

## 主な仕事
- AWS (Amazon Web Service) Summit 2019 のオープニングアクト 総合演出・シナリオライト
- 株式会社エイチ・アイ・エスのコーポレイトロゴデザイン（2019‐2022）
- 株式会社エイチ・アイ・エスのコーポレイトロゴデザイン（2022‐）
- 株式会社エイチ・アイ・エスのパーパス（HIS Group Purpose）「心躍る（ココロオドル）を解き放つ」考案
- 株式会社エイチ・アイ・エスのバリュー（HIS Group Value）「冒険と挑戦」「スピードとアジリティ」「バランスと倫理観」コピーライティング
- H.I.S.Mobile株式会社コーポレイトロゴデザイン
- 株式会社明光ネットワークジャパン パーパス・タグライン「やればできるの記憶をつくる。」考案
- 株式会社明光ネットワークジャパン ビジョン「“Bright Light for the Future” 人の可能性をひらく企業グループとなり輝く未来を実現する」コピーライティング
- 株式会社明光ネットワークジャパン バリュー「隣に立つ」「繋ぐ」「自分にYES」コピーライティング
- 株式会社明光ネットワークジャパン CM制作（yesシリーズ / Executive Creative Director）
- 個別指導の明光義塾オリジナルソング「yes」作詞
- ハウス食品 カモンハウス こども新聞記者プロジェクト 監修
- TOKYO MIDTOWN HIBIYA BASEQ主催 QSchool「オリジナリティからはじめる新規事業」講師（2018‐）
- Tech Open Air* 2018（TOA）World Tour TOKYO Blockchain 2.0 登壇
- POLA R&M me-fullnessプロジェクト ロゴデザイン、ネーミング開発
- 株式会社オリエンタルランド 未来創造プロジェクト ゲスト講師
- Tokyu Agency 2U Academy 「アイデアの育て方 / 仕事の育て方 / 自分の育て方」ゲスト講師
- 『For Inspiration -インスピレーションの正体』別冊太陽
- 『おにぎりのルーツから世界のつながりについて問いなおす絵本』好書好日[4]
- 『企業にとってSDGsは、競争優位性に寄与するキーワード』講談社SDGs[5]
- 『小沼敏郎の『アイデアの育て方』－Classroom』WEB太陽[6]

## エピソード・価値観
絵本を出版した理由について「ものごとの始まりやつながりについて、大人と子どもが一緒に考えるきっかけになれば」と話している。
マルチクリエイターとしてFRaU編集長 関龍彦氏と「企業×SDGs」をテーマに対談した際には、「SDGsはカッコよくなきゃいけない」という自身の価値観を語っている。

## メディア出演

### テレビ・CM
- 福澤朗の本であそぶ（2022年11月16日、BSJapanext）

### ラジオ
- 東京FM（2020年2月24日）[9]

### 雑誌
- 別冊太陽（2020年1月13日、平凡社）

### Webメディア
- 好書好日（朝日新聞社）[4]
- 時事ドットコム（時事通信社）
- AuDee（ジャパンエフエムネットワーク）
- 講談社SDGs by C-station（講談社）[10]
- エキサイトニュース（エキサイト）
- マガジンサミット
- マイライフニュース
- 観光経済新聞
- 週刊粧業
- web太陽[6]

## 主な著書
- 『おにぎりはどこからきた』（東急エージェンシー、2019年、ISBN 978-4-8849-7128-1）
- 『モクモクはどこからきた』（東急エージェンシー、2020年）
- 『アイデアの育て方』（東急エージェンシー、2022年、ISBN 978-4-88497-136-6）